# Victoria (Tarlac)
Victoria é um município de  segunda classe de renda municipal (d) na província Tarlac, nas Filipinas. De acordo com o censo de 1 de maio  de  2020 possui uma população de 69 370 pessoas e 16 939 domicílios.